# Valea Seacă
Valea Seacă es una comuna ubicada en el distrito de Iași, Rumania.

## Superficie
Cuenta con una superficie de 37,36 kilómetros cuadrados.

## Demografía
Hasta 2021 la población era de 5111 habitantes, con una densidad de población de 136,8 habitantes por kilómetro cuadrado.